# Cledwyn Hughes (baron Cledwyn de Penrhos)
Cledwyn Hughes (14 septembre 1916 - 22 février 2001) est un homme politique travailliste gallois, généralement associé à l'aile modérée du parti. Il est également considéré, en particulier dans les années ultérieures, comme une personnalité d'envergure au Pays de Galles ayant occupé des postes importants dans des organismes tels que l'Université du pays de Galles.

## Jeunesse
Cledwyn Hughes est né à 13 Plashyfryd Terrace, Holyhead, le fils aîné de Henry David Hughes et Emma Davies (née Hughes), qui est une jeune veuve avec un fils, Emlyn, quand elle se remarie en 1915.
Son père, connu sous le nom de Harri Hughes, quitte l'école à l'âge de douze ans pour travailler dans la carrière de Dinorwic, comme l'avaient fait plusieurs générations de sa famille. À 21 ans, il reprend ses études et devient pasteur méthodiste calviniste, à la chapelle Disgwylfa à Holyhead de 1915 jusqu'à sa mort en 1947. À son tour, son fils prêche régulièrement le dimanche dans les chapelles d'Anglesey, même lorsqu'il est ministre.
David Hughes est un libéral local proéminent et un fervent partisan de Megan Lloyd George, qui est députée libérale d'Anglesey à partir de 1929. Hughes fait ses études à la Holyhead Grammar School et à l'Université d'Aberystwyth, où il étudie le droit et est président de la Liberal Society.
Après avoir obtenu son diplôme en 1937, il retourne à Holyhead et est stagiaire auprès d'un avocat local. Alors que le chômage local s'approfondit et que la crise tchécoslovaque s'intensifie, il écoute les orateurs locaux du Parti travailliste indépendant et rejoint le parti travailliste en 1938.
Hughes se qualifie comme avocat en 1940. Pendant la Seconde Guerre mondiale, il sert dans le RAFVR dans un rôle administratif, obtenant le grade de lieutenant d'aviation.

## Début de carrière politique
En 1944, des militants travaillistes locaux l'exhortent à se présenter aux élections générales d'après-guerre contre Megan Lloyd George, qui est députée libérale de la circonscription d'Anglesey depuis 1929. Malgré la résistance de son père, Hughes se présente aux élections de 1945 avec très peu de soutien organisationnel. Il prononce 50 discours - dont 45 en gallois, et perd de 1 081 voix.
Après la démobilisation en 1946, Hughes retourne à Holyhead pour pratiquer comme avocat et est nommé greffier intérimaire au conseil de district de Holyhead. En 1946, il est le plus jeune membre du conseil du comté d'Anglesey lorsqu'il est élu pour représenter le quartier Kingsland à Holyhead. Il reste conseiller de comté jusqu'en 1953 et maintient de bonnes relations avec le conseil de comté tout au long de son temps en tant que député, et a un certain succès dans la création d'emplois dans l'île.
En 1950, il défie à nouveau Lady Megan, mais elle le bat par 2000 voix. C'est en partie parce que, bien que libérale, elle s'est identifiée aux travaillistes. Aux élections générales de 1951, cependant, alors que le parti travailliste perd du terrain à l'échelle nationale, il l'évince par 595 voix.

## Début de carrière parlementaire
Dans son discours inaugural du 8 novembre 1951, Hughes aborde un certain nombre de problèmes qui se reproduiraient au cours de sa carrière parlementaire, notamment les carences en matière de logement à Anglesey, les arguments en faveur de la décentralisation au Pays de Galles et ses inquiétudes quant à l'avenir de la langue galloise.
Au cours de son premier mandat en tant que député d'Anglesey, Hughes met un accent considérable sur l'attrait de nouveaux emplois sur l'île. Il est parfaitement conscient qu'une grande partie des jeunes sont obligés de quitter Anglesey pour chercher du travail, et Hughes est actif dans le processus de sécurisation de la Centrale nucléaire de Wylfa et plus tard d'un projet de fonderie d'aluminium qui sera situé sur l'île. Ces efforts contribuent à une augmentation de sa majorité à 4 568 voix aux élections générales de 1955.
Au début de sa carrière parlementaire, Hughes se concentre sur les questions galloises. Avec un certain nombre d'autres députés travaillistes de langue galloise, il soutient la campagne du Parlement pour le Pays de Galles. En 1955, il appuie un projet de loi proposé par SO Davies en faveur d'un tel parlement, mais il n'est soutenu que par quatorze membres des Communes. Une pétition nationale est lancée en 1956, qui aboutit à son rapport à l'exécutif national travailliste par le Conseil du travail gallois dominé par le sud du Pays de Galles. Après l'échec de cette campagne, Hughes soutient les efforts pour obtenir un secrétaire d'État pour le Pays de Galles et cela devient la position officielle du Labour par l'élection générale de 1959.
En 1957, il est nommé au Comité des comptes publics. L'année suivante, il effectue une visite d'un mois à Sainte-Hélène au nom du Parti travailliste. Hughes est le premier député à visiter l'île depuis qu'elle a été cédée au gouvernement britannique par la Compagnie des Indes orientales en 1843. Hughes soumet un rapport très critique décrivant la «pauvreté effroyable» des habitants de l'île et aide à la création du premier syndicat de l'île. Cette visite établit la réputation de Hughes en tant que personnalité politique activement impliqué dans les affaires du Commonwealth.
En 1959, Hugh Gaitskell nomme Hughes comme porte-parole de l'ombre sur le logement et le gouvernement local.
Lorsque le parti travailliste arrive au pouvoir en 1964, Hughes est nommé ministre d'État chargé des relations avec le Commonwealth, ce qui s'est avéré être une nomination inspirée que Harold Wilson considère comme «l'un des succès remarquables du gouvernement». Pendant ses deux années en poste, Hughes est fortement impliqué dans la décolonisation et représente le gouvernement britannique aux célébrations de l'indépendance de Malte, du Kenya et de la Gambie. Ses talents de négociateur sont mis à l'épreuve par des conflits au sein du Commonwealth, notamment à Chypre, en Malaisie et dans le sous-continent indien où Hughes négocie un cessez-le-feu entre l'Inde et le Pakistan à la suite d'un conflit militaire dans le Rann de Kutch en juin 1965. Hughes participe aux négociations pour éviter une déclaration unilatérale d'indépendance en Rhodésie du Sud. En juillet 1965, il visite Salisbury pour des entretiens avec Ian Smith, mais ceux-ci échouent et Smith déclare l'indépendance en novembre suivant.

## Secrétaire d'État pour le Pays de Galles
En 1966, Wilson le nomme secrétaire d'État pour le Pays de Galles à la suite de Jim Griffiths. Hughes est soutenu en tant que ministre d'État par George Thomas jusqu'en 1967, puis par Eirene White qui parle chaleureusement de son soutien et de ses encouragements en lui permettant de s'acquitter de ses fonctions sans ingérence indue.
Ses premiers mois au Welsh Office sont difficiles malgré le fait que les travaillistes aient remporté 32 des 36 circonscriptions galloises. Le 14 juillet 1966, Gwynfor Evans remporte l'élection partielle de Carmarthen pour devenir le premier député de Plaid Cymru, ce qui provoque une recrudescence du soutien au nationalisme politique, ce qui se reflète également dans la campagne active de la Cymdeithas yr Iaith Gymraeg (« Société de la langue galloise ») pour des licences de taxe routière[Quoi ?] bilingues. Au sein du Parti travailliste, une minorité de députés et d'activistes gallois soutient une forme de décentralisation qui rappelle la campagne que Hughes avait soutenue dans les années 1950. Dans le même temps, de nombreux collègues travaillistes de Hughes, en particulier les députés vétérans du sud industriel, sont farouchement opposés à toute forme de transfert de responsabilités. Hughes se retrouve coincé entre ces deux ailes et déçoit ceux qui avaient anticipé une plus grande évolution vers la décentralisation. En 1968, Hughes est remplacé au poste de secrétaire d'État par George Thomas, dont les opinions sur le sujet sont fondamentalement opposées à celles de son prédécesseur.
Le mandat de Hughes est également profondément affecté par la catastrophe d'Aberfan en octobre 1966, lorsqu'un tas de déblais de mine engloutit l'école primaire, faisant 144 morts, dont la grande majorité sont des enfants. Hughes s'est immédiatement rendu sur les lieux et aide à diriger l'effort de sauvetage et à assurer le bien-être des survivants. Une enquête est mise en place sous la direction du Lord Justice Edmund-Davies qui, parmi ses conclusions, déclare que Lord Robens, le président du National Coal Board, a induit Hughes en erreur en affirmant que tous les remblais étaient régulièrement inspectés. Hughes décrit la catastrophe d'Aberfan comme les jours les plus sombres de sa vie.
Il passe une grande partie de son temps à développer le bureau gallois naissant, à créer une nouvelle structure de la fonction publique au Pays de Galles et à chercher à construire la base économique. Il supervise l'ouverture de la fonderie Anglesey Aluminium à Holyhead dans sa circonscription. En 1967, Hughes réussit à s'assurer que la Monnaie royale soit située à Llantrisant dans le sud du Pays de Galles plutôt qu'en Écosse ou à Durham, comme l'ont soutenu respectivement ses collègues du cabinet Willie Ross et Anthony Greenwood. L'épisode est considéré comme rehaussant la stature du bureau gallois relativement nouveau, ainsi que le renforcement de la position de Hughes au sein du Cabinet.

## Ministre de l'Agriculture
En 1968, Wilson propose à Hughes de devenir ministre de l'Agriculture, des Pêcheries et de l'Alimentation. Hughes est déçu de quitter le bureau gallois, notamment parce qu'il a fait beaucoup de travail préparatoire pour l'investiture du prince de Galles prévue pour 1969.
À l'Agriculture, Hughes remplace Fred Peart, qui est fermement opposé au Marché commun. En revanche, Hughes est un partisan et un grand admirateur de Roy Jenkins. Malgré une gaffe précoce quand il dit aux producteurs de bacon danois que leur produit est "le choix de la femme au foyer britannique", Hughes s'est mieux comporté que la plupart des titulaires travaillistes à ce poste et entreprend de stimuler la production alimentaire britannique avec des incitations pour les producteurs de céréales et de viande rouge. Il traite également efficacement les conséquences d'une grave épidémie de fièvre aphteuse en veillant à ce que les recommandations d'une enquête présidée par le duc de Northumberland soient mises en œuvre. Cette action empêche une autre occurrence majeure de la maladie pendant de nombreuses années . Pendant son temps en tant que secrétaire d'État pour le Pays de Galles, Hughes a préféré étendre les pouvoirs du département naissant sur l'agriculture et la santé; en tant que ministre de l'Agriculture, il transfère les pouvoirs sur l'agriculture au Pays de Galles au bureau gallois.

## Député d'opposition
Les élections générales de 1970 à Anglesey sont difficiles pour Hughes, qui est fortement critiqué par les partisans de Plaid Cymru.
Après la défaite du Labour, Hughes n'est pas désigné au Cabinet fantôme mais conserve le portefeuille de l'Agriculture. Cependant, en 1972, il est débarqué par Wilson pour avoir voté en faveur de l'entrée dans le Marché commun. Il reste un pro-européen fort et est vice-président du groupe de la Grande-Bretagne en Europe lors du référendum de 1975.
De retour au pouvoir en 1974, Hughes est déçu de ne pas se voir offrir un poste ministériel. Cependant, il défie avec succès Ian Mikardo pour la présidence du Parti travailliste parlementaire et occupe le poste jusqu'en 1979. Sa capacité à inciter les gens à la loyauté est très demandée compte tenu de la faible majorité du gouvernement.
En 1976, Wilson démissionne soudainement et Hughes est chargé en tant que président du PLP d'organiser l'élection d'un successeur. Hughes est politiquement proche non seulement de Roy Jenkins mais aussi de James Callaghan qu'il a rencontré pour la première fois en 1949 chez les parents de Glenys Kinnock à Holyhead. Lors de son élection, James Callaghan recommande la nomination de Hughes comme compagnon d'honneur.
En mars 1977, Hughes participe activement aux négociations qui mènent au pacte Lib-Lab. À l'automne de l'année suivante, alors que le gouvernement Callaghan n'a pas la majorité aux Communes, Hughes persuade les trois députés de Plaid Cymru de soutenir le gouvernement en échange d'un engagement à légiférer pour l'indemnisation des travailleurs souffrant de silicose dans l'industrie des carrières d'ardoise.
À la fin de 1978, il est à nouveau envoyé en Rhodésie, cherchant à accélérer la passation du pouvoir à la population majoritaire, mais comme en 1965, il fait peu de progrès pour persuader Ian Smith de coopérer. Hughes n'a pas non plus réussi à persuader Joshua Nkomo d'abandonner la lutte armée.
En 1979, il est extrêmement déçu par le vote référendaire décisif contre la décentralisation pour le Pays de Galles, le 1er mars 1979.
Quelques semaines plus tard, il quitte son siège à Anglesey et est remplacé comme candidat travailliste par son proche allié, Elystan Morgan. Cependant, le siège est étonnamment perdu au profit du candidat conservateur Keith Best avec un swing substantiel. Le résultat souligne à quel point Hughes avait accumulé un vote personnel au cours de ses 29 années en tant que député de la circonscription. Les travaillistes ne reprennent le siège qu'en 2001.

## Chambre des lords
Le 16 juillet 1979, il devient pair à vie en tant que baron Cledwyn de Penrhos, de Holyhead dans l'île d'Anglesey. Après la mort de Goronwy Roberts en juillet 1981, Cledwyn est chef adjoint du Parti travailliste à la Chambre des lords. En novembre 1982, il défie Fred Peart pour le rôle de chef de l'opposition à la Chambre des lords, à la suite du mécontentement de ses pairs travaillistes à l'égard du leadership de Peart. Au cours de la décennie suivante, il se montre très habile à organiser les ressources à sa disposition pour maintenir le gouvernement sous surveillance. Il n'y a qu'environ 120 pairs travaillistes, et un tiers d'entre eux sont trop malades ou trop âgés pour participer régulièrement aux débats. Pendant ce temps, les débats des Lords étaient télévisés (à une époque où ceux des Communes ne l'étaient pas), ce qui donne une place importante à l'opposition travailliste chez les Lords.
Pendant la majeure partie de sa décennie en tant que dirigeant travailliste et, en tant que tel, membre du cabinet fantôme, Neil Kinnock est le chef du parti travailliste et ils nouent de solides relations de travail. Si le parti travailliste avait remporté les élections générales de 1992, Kinnock aurait nommé Lord Cledwyn à un poste au Cabinet. La défaite du parti travailliste lui est une grande déception, car il ne peut pas mettre en œuvre ses propositions de réforme de l'institution. La direction passe ensuite à un autre Gallois, Lord Richard d'Ammanford.

## Fin de carrière
Au cours de ses dernières années, Lord Cledwyn assume un certain nombre de rôles dans la vie publique galloise. De 1976 à 1985, il est président de l'University College of Wales, Aberystwyth. Il a un bâtiment qui porte son nom à Aberystwyth, qui abrite la School of Business and Management. Il quitte ce poste en 1985 après avoir été nommé Pro-Chancelier de l'Université du pays de Galles. Au cours de la décennie suivante, il consacre une grande partie de son temps aux divers problèmes de l'Université, y compris les défis financiers. En particulier, il réussit à obtenir un financement du gouvernement conservateur pour permettre la fusion du University College de Cardiff avec le University of Wales Institute of Science and Technology pour former ce qui est devenu l'Université de Cardiff. En 1995, il devient président de l'Université de Bangor.
Il s'implique beaucoup dans des campagnes pour la reconnaissance de la langue galloise. Plus particulièrement, en 1980, il joue un rôle de premier plan en persuadant William Whitelaw de changer la politique gouvernementale et de créer un service de télévision en langue galloise. Il contribue à persuader Gwynfor Evans d'abandonner son intention de commencer une grève de la faim. La nouvelle chaîne est lancée sous le nom de S4C en 1982. La plupart de ses contributions à la Chambre des lords au cours de la dernière décennie de sa vie portent sur des sujets gallois.

## Famille
En 1949, il épouse Jean Beatrice, fille du capitaine Jesse Hughes, de Holyhead. Elle partage à la fois sa religion et sa politique. Cledwyn et Jean Hughes ont deux enfants, une fille, Ann et un fils, Harri. De 1955 à 1959, la famille vit à Londres, mais en 1959 décide de retourner à Anglesey où les enfants pourraient être élevés dans une communauté de langue galloise.
Lord Cledwyn est décédé à l'âge de 84 ans à l'hôpital Glan Clwyd de Bodelwyddan le 22 février 2001. Après un service funèbre public à la chapelle de Disgwylfa le 27 février, il est enterré au cimetière Maeshyfryd, Holyhead .

## Sources
- Jones, « The Parliament for Wales campaign, 1950-1956 », Welsh History Review, vol. 16, no 2,‎ décembre 1992, p. 207–36 (lire en ligne, consulté le 15 avril 2016)
- Kenneth O. Morgan, Rebirth of a Nation. Wales 1880-1980., Cardiff, University of Wales Press, 1981 (ISBN 0-19-821760-9, lire en ligne)
- Jones, « Cledwyn Hughes, Baron Cledwyn of Penrhos », Dictionary of Welsh Biography, National Library of Wales (consulté le 22 avril 2016)
- Roth, « Lord Cledwyn of Penrhos », The Guardian, 23 février 2001 (consulté le 12 mars 2016)